# Ildefons Houwalt

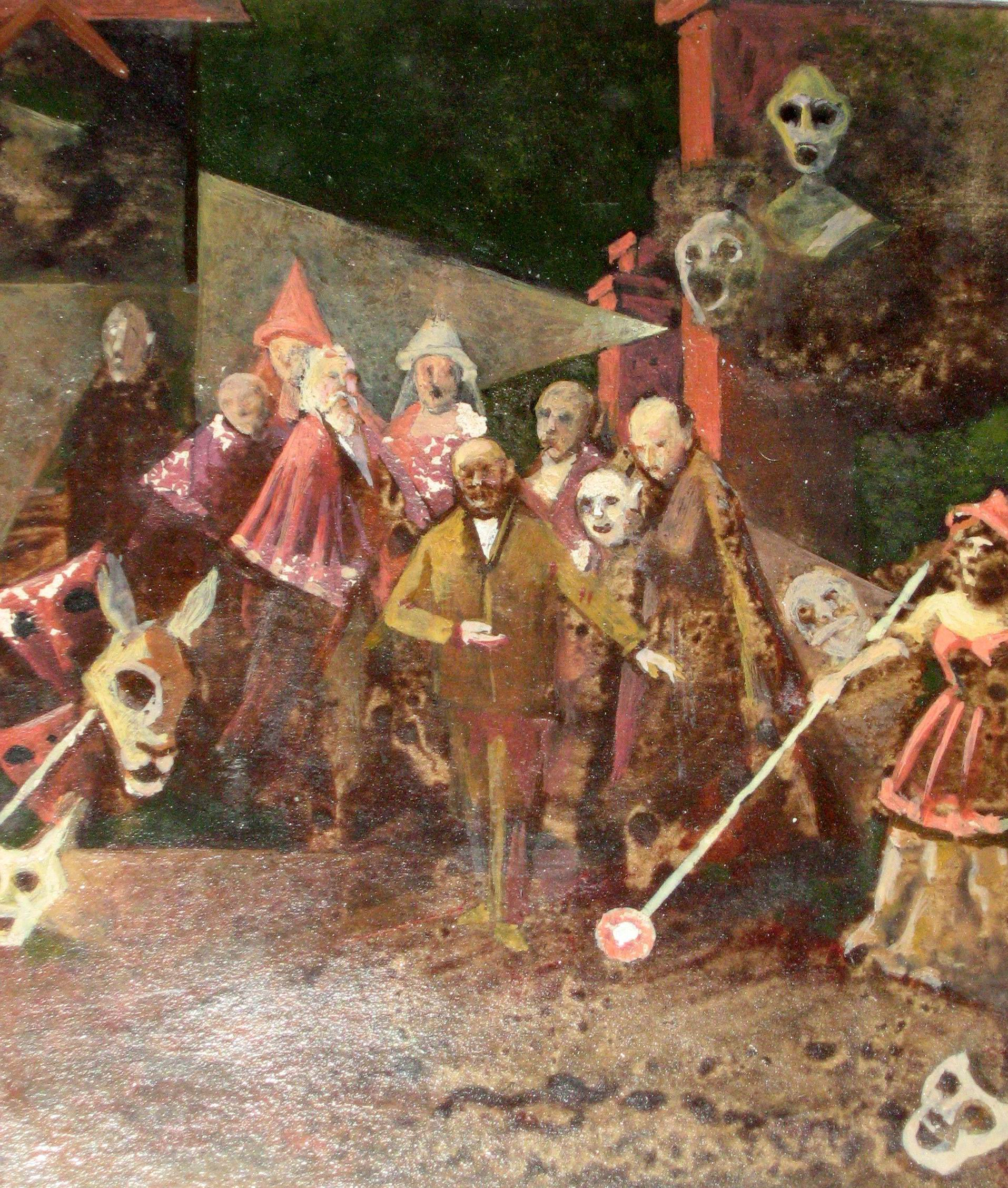
Ildefons Houwalt, Dramatis personae i maski, temp. 12x10, 1972

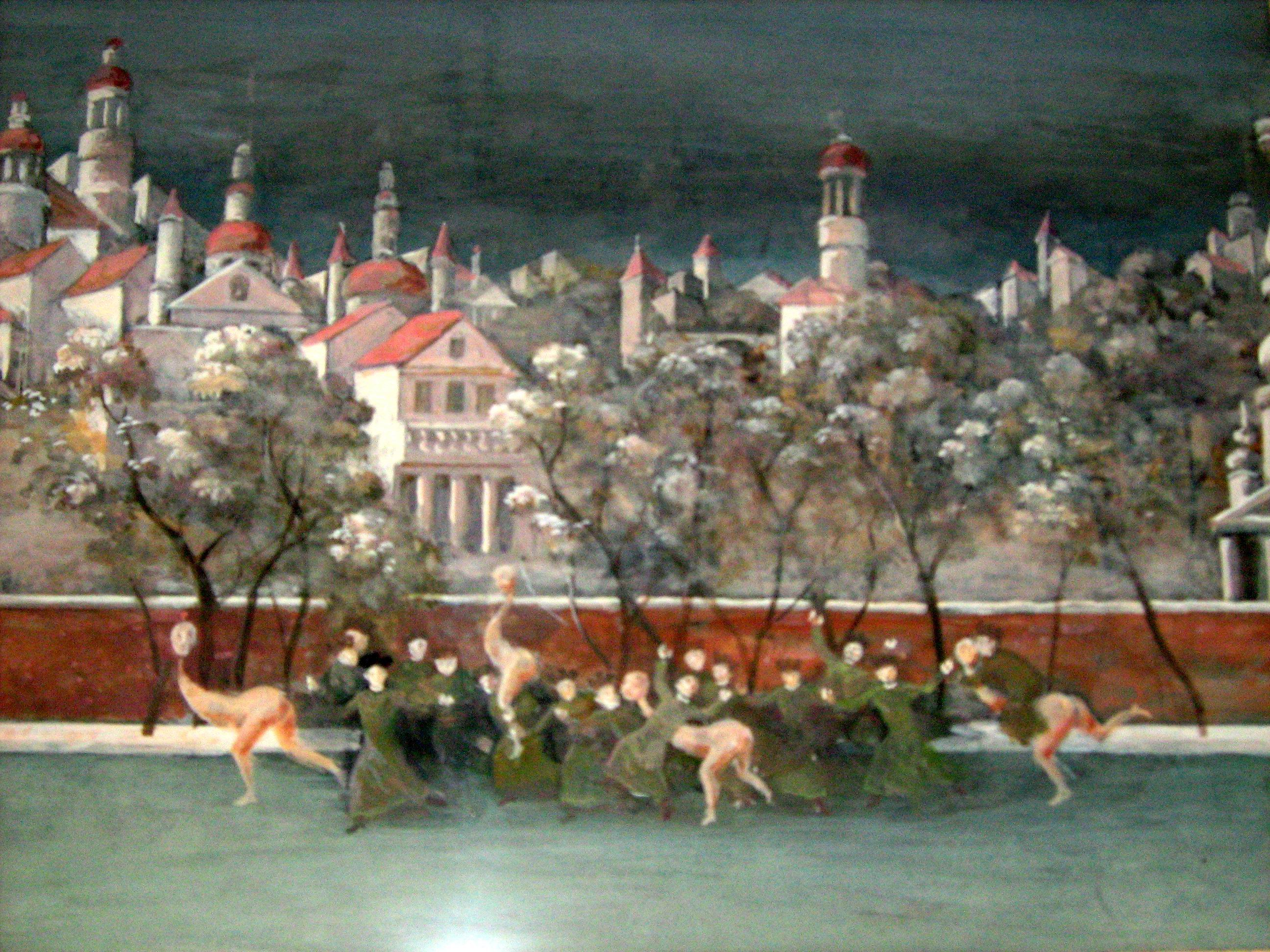
Ildefons Houwalt, Uniki i poślizgi, temp. 24x32, 1975

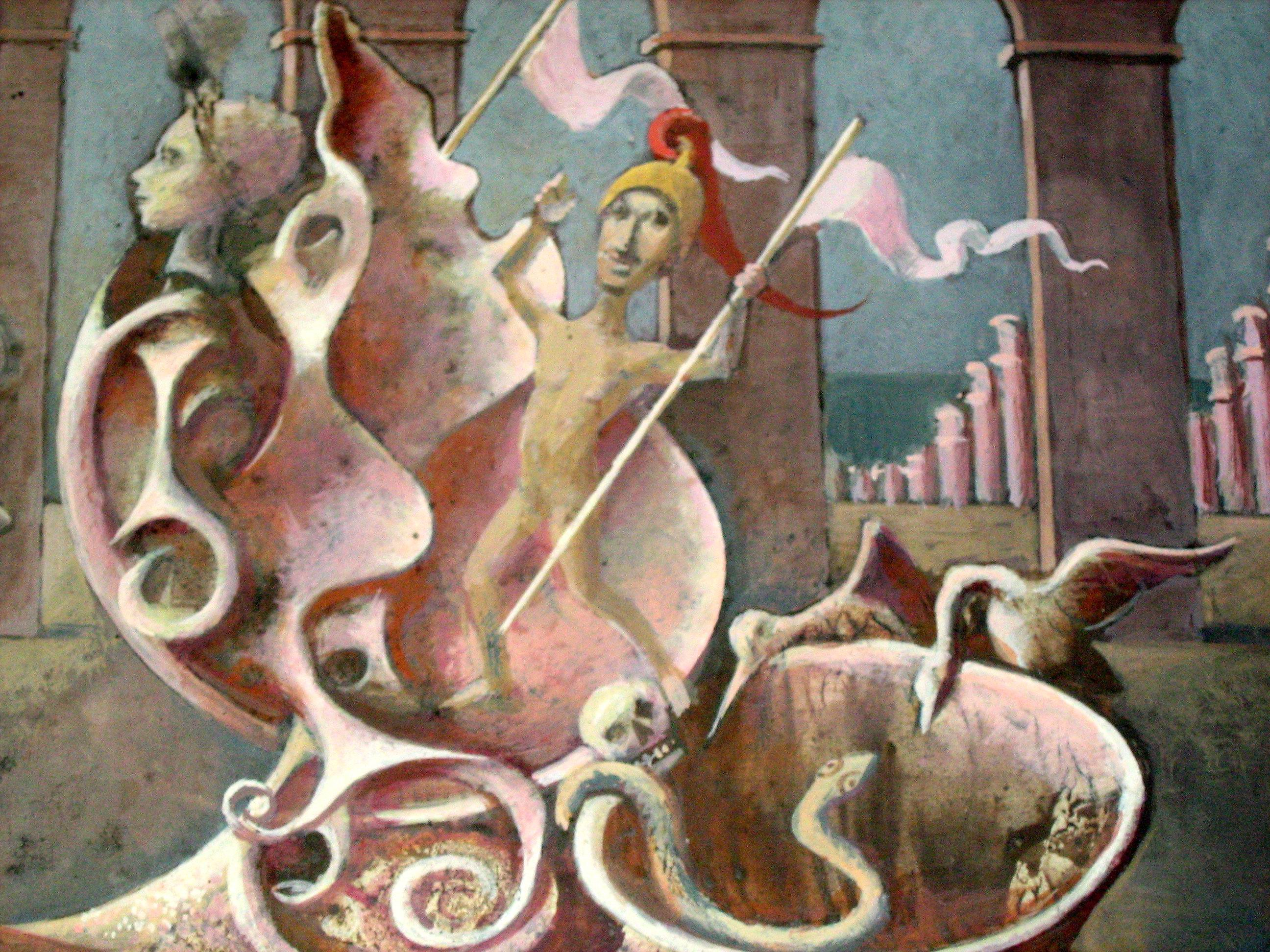
Ildefons Houwalt, Róźowa niestrawność, temp. 12x18, 1971

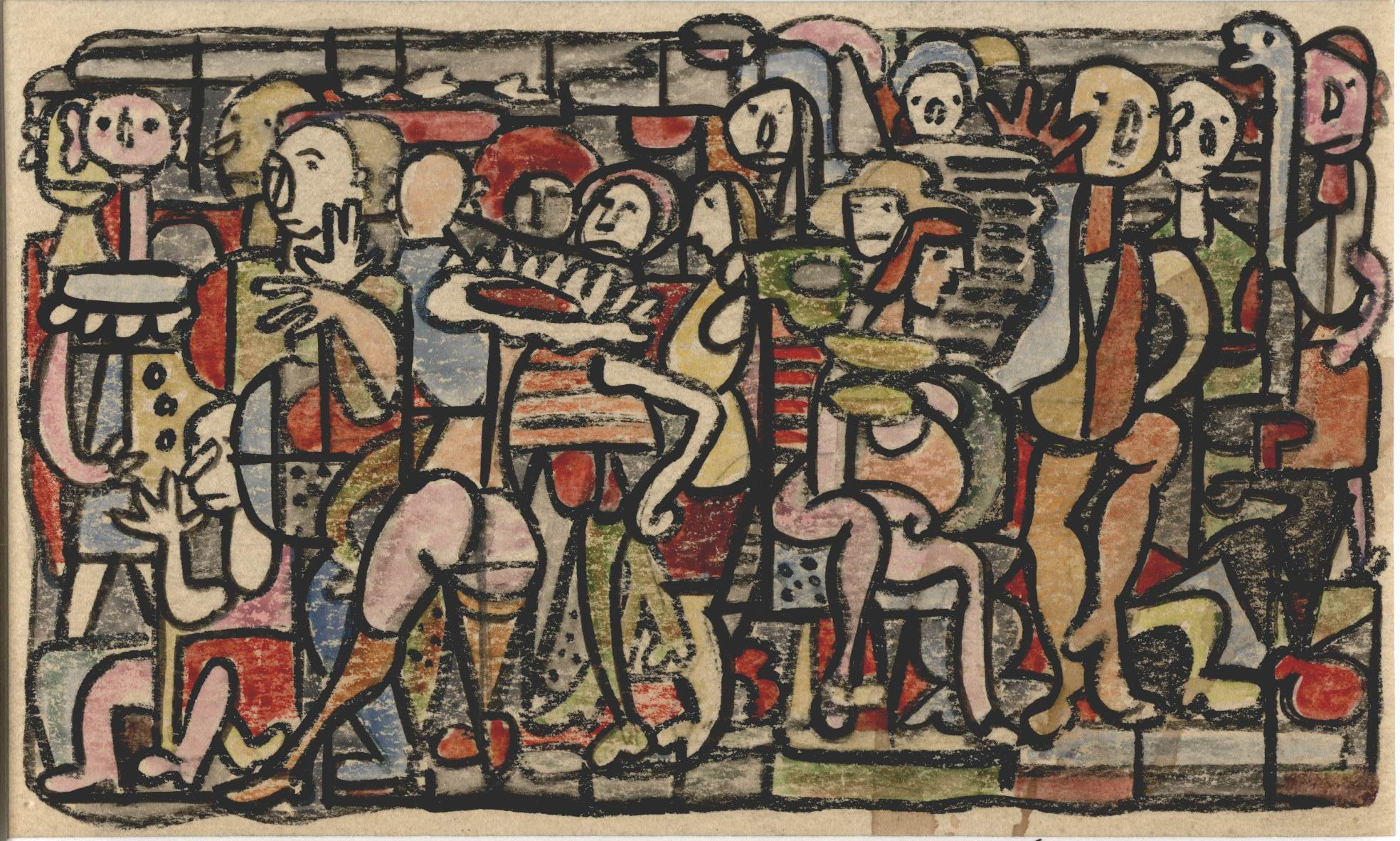
Ildefons Houwalt, Kompozycja I, temp./kredka 10x17, 1946-48

Ildefons Houwalt (ur. 10 stycznia?/23 stycznia 1910 w Nikołajewsku nad Amurem, zm. 27 października 1987 w Poznaniu) – polski malarz, podporucznik kawalerii Wojska Polskiego.

## Życiorys
Ildefons Houwalt urodził się 23 stycznia 1910 roku w Nikołajewsk nad Amurem, w rodzinie Bronisława, entomologa, i Marii z domu Abramienko. W 1918 roku powrócił z rodziną do Wilna. W latach 1925–1931 uczęszczał do Gimnazjum Zygmunta Augusta w Wilnie, m.in. z Antonim Gołubiewem i Czesławem Miłoszem. 
Od 16 sierpnia 1930 roku do 30 czerwca 1931 roku był podchorążym Szkoły Podchorążych Rezerwy Kawalerii w Grudziądzu. Szkołę ukończył z 74. lokatą i odbył praktykę w 13 pułku Ułanów Wileńskich w Nowej Wilejce. W 1935 roku został mianowany podporucznikiem w korpusie oficerów rezerwy kawalerii.
W latach 1932–1936 odbył studia na Wydziale Sztuk Pięknych Uniwersytetu Stefana Batorego w Wilnie, studiując malarstwo monumentalne pod kierunkiem Ludomira Sleńdzińskiego. W czasie studiów został członkiem najstarszej polskiej korporacji akademickiej – Konwentu Polonia.
W 1934 roku ożenił się z Barbarą Szopówną, również absolwentką Wydziału Sztuk Pięknych USB. W 1935 roku urodziła się ich córka - Barbara Houwalt-Kostecka (malarka i poetka). W 1936 r. przystąpił wraz z żoną do Spółdzielni Pracy Artystów Wileńskich (SPAW), wykonujących zlecenia na prace architektoniczne oraz dekoracyjne wystaw i targów (celem Grupy było zebranie środków na wspólny wyjazd do Paryża). Brał udział w konkursach malarskich i rysunkowych. W 1938 roku podjął pracę w Zarządzie Miejskim w Grodnie na stanowisku referenta do spraw estetycznego porządkowania miasta.  
W sierpniu 1939 roku został zmobilizowany i przydzielony do szwadronu kawalerii dywizyjnej nr 44 na stanowisko dowódcy plutonu. W szeregach tego pododdziału walczył w kampanii wrześniowej. 
Po dostaniu się do niewoli do 1941 roku przebywał w obozie jenieckim w Radomiu. Powrócił do Wilna i rodzinnej posiadłości w Medynie, został żołnierzem Armii Krajowej. W 1941 roku wziął udział w zbiorowej wystawie plastyków wileńskich i uchodźców wojennych. W 1943 roku uczestniczył w wystawie absolwentów Wydziału Sztuk Pięknych USB, a dwa lata później w wystawie Związku Plastyków Republiki Litewskiej. 
W wyniku akcji repatriacyjnej przeniósł się z żoną Barbarą Houwalt do Poznania (dzięki wsparciu prof. Wacława Taranczewskiego). Od 1946 roku brał udział w wystawach środowiskowych Poznania, został członkiem spółdzielni plastyków „Forma”. Do 1950 roku pracował jako grafik dla „Gazety Poznańskiej”, ilustrował także książki (m.in. Przygody Mata Moreli Włodzimierza Steyera). W 1947 roku wraz z Alfredem Lenicą i Feliksem Marią Nowowiejskim wystawiał swoje prace w Salonie Sztuk Plastycznych w Poznaniu. Wystawa ta, mająca stanowić przeciwwagę dla kapistów, została uznana ex post jako pierwsze wystąpienie grupy 4F+R (Forma, Farba, Faktura, Fantastyka + Realizm) i stanowiła pierwszą po 1945 roku w Wielkopolsce wystawę sztuki nowoczesnej. W 1949 roku wziął udział w II wystawie grupy 4F+R (do trzech niezależnych dołączyli: Tadeusz Kalinowski, Zygfryd Wieczorek, Fortunata Obrąpalska, Bolesław Schmidt, Julian  Boss-Gosławski i Bazyli Wojtowicz). 
Różnica zdań z A. Lenicą co do możliwości wspólnej realizacji programu, była przyczyną wystąpienia Houwalta z grupy 4F+R. W tym okresie malował przede wszystkim akwarele, gwasze i tempery.
W 1951 roku został aresztowany przez Urząd Bezpieczeństwa Publicznego i spędził kilka miesięcy w więzieniu, czego efektem była rozwijająca się choroba i makabryczne sny, które go nie opuszczały aż do śmierci, a stanowiły jednocześnie inspirację dla jego twórczości. W 1954 roku otrzymał własną pracownię. Zajmował się przede wszystkim malarstwem olejnym, a następnie techniką dekalkomanii. Dopiero w 1961 i 1963 roku zdecydował się na wystawienie swojego cyklu obrazów olejnych. W 1966 roku na kolejnej wystawie indywidualnej w Poznaniu i Szczecinie zaprezentował wyłącznie tempery, wykorzystując efekt dekalkomanii. 
Uznanie środowiska i krytyki pojawiło się w latach 70. XX wieku. W 1971 roku został laureatem Nagrody Miasta Poznania i Województwa Poznańskiego. Dwa lata później uzyskał nagrodę w I Ogólnopolskim Konkursie Malarskim im. J. Spychalskiego. Wystawiał swoje prace indywidualnie i zbiorowo w Poznaniu, Gdańsku, Białymstoku, Szczecinie, Kłodzku, Zielonej Górze, Warszawie, Essen i we Wrocławiu. Więzy przyjaźni łączyły go ze środowiskiem literacko-plastycznym m.in. z Edwardem Stachurą. 
W 1977 roku, z okazji 40-lecia twórczości, Muzeum Narodowe w Poznaniu zorganizowało retrospektywną wystawę jubileuszową jego prac. W 1987 roku razem z córką Barbarą po raz ostatni wystawił swoje prace w BWA w Poznaniu i CBWA w Warszawie. Zmarł 27 października 1987 roku w Poznaniu. Został pochowany na Cmentarzu Junikowo w Poznaniu. Pośmiertne wystawy retrospektywne miały miejsce w 1991 roku w poznańskim BWA, w 2002 roku w Zamku w Kórniku i w 2008 roku w Muzeum Regionalnym w Wągrowcu. 
W 1993 roku ukazała się książka poświęcona artyście autorstwa Teresy Kostyrko. W 2009 roku w Galerii Miejskiej "Arsenał" w Poznaniu miała miejsce wystawa retrospektywna, której towarzyszyła książka, będąca próbą nowego odczytania jego malarstwa.    
Prace Ildefonsa Houwalta znajdują się w kolekcjach muzealnych polskich i zagranicznych. Począwszy do lat 70. XX wieku uznawany przez krytyków za czołowego w Polsce przedstawiciela malarstwa fantastycznego.